# 高橋紀世子
高橋 紀世子（たかはし きせこ、1942年（昭和17年）6月22日 - 2020年（令和2年）2月22日）は、日本の政治家。正五位。東京都出身。立教大学文学部卒業。参議院議員（1期）を務めた。
父は元内閣総理大臣・三木武夫。母は三木睦子。祖父は森矗昶。
息子に母・睦子と養子縁組した三木立（政治家秘書、藍染作家、1996年の衆院選に東京7区から旧民主党公認で出馬するも敗北）と衆議院議員の高橋永（博報堂に勤務後、2024年の衆院選に徳島1区から新立憲民主党公認で出馬し比例復活当選）、そして長女の計三子がいる。

## 経歴
- 全国発明婦人協会理事やアメリカの大学理事を歴任[5]。
- 1998年（平成10年）第18回参議院議員通常選挙で徳島県選挙区から野党統一候補として無所属で立候補して当選。その後、中村敦夫と院内会派「さきがけ環境会議」結成を経て、みどりの会議に参加する。
- 2004年（平成16年）第20回参議院議員通常選挙に立候補せずに政界を引退する[6]。

当選から半年後にくも膜下出血を患い、長期入院をしていた。協力関係にあった民主党徳島県連に支援を要請したが、推薦を得られなかった為立候補を断念。
- 2005年（平成17年）恵泉女学園大学人間社会学部教授（ジェンダー論・環境政治学担当）。
- 2011年（平成23年）同大学定年退職。
- 2020年（令和2年）2月22日、肺炎のため死去[1]。77歳没。死没日をもって正五位に叙される[7]。

## 政策
- 選択的夫婦別姓制度の導入に賛成[8]。「婚姻後、夫婦が別の姓を持つことができるようにとなるのは、これはやはり当然のこと。決して男性の名前を継がなければいけないというそういう法律はないが、今は習慣的にそうなっている。やはり婚姻後は夫婦の別の姓を持てるということにすることが、男の人と女の人が平等に社会を構築していくのに大変必要」と述べる[9]。